# مامادو ثيام
مامادو ثيام (بالفرنسية: Mamadou Thiam)‏ (20 مارس 1995 بالسنغال - ) هو لاعب كرة قدم سنغالي في مركز الهجوم. شارك مع منتخب السنغال تحت 20 سنة لكرة القدم. أما مع النوادي، فقد لعب مع نادي ديجون ونادي الجبلين السعودي.

## وصلات خارجية
- مامادو ثيام على موقع قاعدة بيانات كرة القدم.إي يو (الإنجليزية)
- مامادو ثيام على موقع ليكيب (الفرنسية)
- مامادو ثيام على موقع Soccerway.com (الإنجليزية)
- مامادو ثيام على موقع عالم كرة القدم.نت (الإنجليزية)